# Ad ovest di Paperino
Ad ovest di Paperino è un film italiano del 1981 scritto e diretto da Alessandro Benvenuti.
Il film è l'esordio cinematografico del trio cabarettistico dei Giancattivi, composto dallo stesso Benvenuti, Athina Cenci e Francesco Nuti.

## Trama
Firenze, dal mattino alla sera, tre giovani incontratisi casualmente vivono una giornata di routinario non-sense, percorrendo senza meta le strade di una città surreale, popolata di luoghi e personaggi quasi impossibili. Il fine è la semplice attesa del domani, passando il tempo nella costruzione di situazioni grottesche, all'interno delle quali liberare uno stralunato e irriverente genere comico.
Augusto lavora in una radio privata (Radio Ketch up), Marta fa la pittrice e odia i suoi condomini, in particolare i bambini, Antonio è disoccupato, sta andando a iscriversi all'ufficio di collocamento e deve cercare notizie del fratello scomparso. La ragazza racconta ai suoi due nuovi amici storie irreali, come quella dei piccioni che si trasformano in principi azzurri e mentre Antonio non le crede, Augusto decide di aiutarla a trovare il suo principe-piccione.
Pur nel clima della commedia surreale, il film sfiora alcuni temi topici degli anni ottanta: le radio libere, l'uso di sostanze stupefacenti e la tossicodipendenza, la disoccupazione, la religione come una serie di riti superstiziosi, l'alienazione dei giovani nelle famiglie e nella società.

## Produzione
Il gruppo dei Giancattivi non ebbe una vita tranquilla: già prima della rottura definitiva del 1984 furono diverse le crisi. Una di queste si verificò proprio durante la lavorazione del film, al termine della quale Francesco Nuti uscì dal gruppo per iniziare la sua carriera di attore e regista.
Il "Paperino" del titolo è in realtà una frazione di Prato, dove peraltro non fu girata nemmeno una scena del film, ma è una risposta che Augusto rivolge a Antonio quando quest'ultimo gli chiede «Dove si va?».
La stazione radio dove sono girate alcune scene del film è Radio Alpha Firenze, emittente locale che avrebbe cessato l'attività pochi anni dopo.

## Riconoscimenti
- 1982 - David di Donatello
  - Candidatura Miglior regista esordiente a Alessandro Benvenuti
  - Candidatura Migliore attrice esordiente a Athina Cenci
  - Candidatura Miglior attore esordiente a Alessandro Benvenuti
- 1982 - Nastro d'argento
  -  Miglior regista esordiente a Alessandro Benvenuti